# Тиждень сучасного мистецтва
Тиждень сучасного мистецтва (порт. Semana de Arte Moderna) — фестиваль мистецтва, що проводився в Сан-Паулу, Бразилія з 11 лютого до 18 лютого 1922 року. Цей фестиваль вважається початковою подією бразильського модернізму. Хоча багато бразильців творили в цьому стилі й до фестивалю, він чітко визначив межі жанру та продемонстрував його суспільству. Цю подію за важливістю для Бразилії часто порівнюють з Міжнародною виставкою сучасного мистецтва (Шоу Арморі) в 1913 році в Нью-Йорку, що була легенданою віхою в історії мистецтва США.
Тиждень сучасного мистецтва був проведений в будівлі Муніципального театру в Сан-Паулу, на ньому виставлялися роботи пластичного мистецтва, проводилися лекції, концерти, слухання поем. Цим фестиваль відрізняється від Шоу Арморі, з яким його часто порівнюють, на останньому виключно виставлялися твори візуального мистецтва. Фестиваль був організований перш за все художником Еміліану ді Калваканті і поетом Маріу ді Андраді з метою покласти край тривалому конфлікту молодих модерністів з культурним естеблішментом країни, очоленим Бразильською академією літератури, який чітко дотримувався академічного мистецтва. Подія спочатку розглядалася як суперечлива або навіть провокаційна, а один з членів академії, Граса Аранья, був підвергнутий остракізму за її відвідування та відкриття з доповіддю під назвою «Естетичні емоції в сучасному мистецтві». Через радікалізм (на той час) деяких з поем та музичних творів, часто глядачі освистували авторів, а більшість критиків одностайно їх засуджували.
Група, що взяла участь у фестивалі, незважаючи на свої оригінальні наміри, на залишилася єдиною. Натомість від неї відкололися численні групи. Загалом серед них домінували два напрямки: «анткопофагісти» (канібалісти) на чолі з Освалдом ді Андраді, погоджувалися на європейський та американський досвід для створення власних стилів (звідки назва — вони намагалися пожирати іноземні твори та використовувати для створення своїх). Націоналісти загалом відкидали зовнішній вплив та шукали «чисто бразильських» форм мистецтва. Лідером групи був Плініу Салгаду, що пізніше став політичним лідером радикального фашистського руху, інтегралізму, та був заарештований диктатором Жетуліу Варгасом за спробу перевороту.
До Тижня Сан-Паулу був найбагатішим, але культурно незначним містом Бразилії. Цей тиждень перетворив місто на центр модерністського руху та поставив в опозицію більш культурно консервативному Ріо-де-Жанейро.

## Учасники
Художники:
- Аніта Малфатті
- Еміліану ді Кавалканті
- Зіна Аїта
- Вісенті ду Регу Монтейру
- Ферріньяк (Інасіу да Коста Феррейра)
- Ян ді Алмейда Праду
- Джон Граз
- Алберту Мартінс Рібейру
- Освалду Гоелді

Скульптори:
- Вітор Брашерет
- Ілдегарду Леан Веллозу
- Вільгельм Аарберг

Архітектори:
- Антоніу Гарсія Моя
- Георг Пржирембель

Письменники:
- Маріу ді Андраді
- Освалд ді Андраді
- Менотті дель Піккія
- Сержіу Малліет
- Плініу Салгаду
- Роналд ді Карвалью
- Алвару Морейра
- Реніту ді Алмейда
- Рібейру Коуту
- Гільєрмі ді Алмейда
- Граса Аранья

Композитори:
- Ейтор Вілья-Лобос
- Гуйомар Новайс
- Ернаті Брага
- Фрутуозу Віана